# Filiola occidentale
Filiola occidentale é uma mariposa da família Lasiocampidae. Foi descrito por Strand em 1912. Pode ser encontrada nos Camarões, na República Democrática do Congo, na Guiné Equatorial, no Gabão, na Costa do Marfim e na Nigéria.
A envergadura é de cerca de 86 milímetros.